# Archives et Musée de la littérature
Archives et Musée de la littérature (AML, tj. Archiv a muzeum literatury) je kulturní instituce v Bruselu, v Belgii, zřízená Francouzským společenstvím Belgie, která se věnuje belgickému frankofonnímu divadlu a belgické frankofonní literatuře. Současným ředitelem AML je Marc Quaghebeur. Tato instituce zpřístupňuje rozsáhlý archiv o belgických spisovatelích a umělcích různých forem (divadlo, poezie, eseje, pohádky, beletrie atd.) a to na různých médiích (papír, fotografie, nahrávky, mikrofilmy). Tyto zdroje doplňují archivní fondy belgických nakladatelů a umělecká díla z oblasti výtvarných umění.
AML je také důležitým mezinárodním literárním dokumentačním centrem v tom smyslu, že se zabývá i zahraniční literaturou a shromažďuje fondy týkající se například Střední Afriky (Burundi, Kongo, Rwanda) nebo bývalého Československa, nebo provozuje rozsáhlou knihovnu zaměřenou na odborné časopisy s tematikou písemnictví.
Kromě toho je AML výzkumným centrem literárního, divadelního a vydavatelského dědictví frankofonní Belgie, které pořádá konference a semináře, účastní se mezinárodních setkání organizuje výstavy a prezentuje svoje práce tiskem v vydavatelství nebo jako audiovizuální tvorbu.
Sbírky archivu a dokumentační fondy jsou přístupné v knihovně AML, která se nachází v Bruselu a jsou rovněž přístupné v jejím muzeu, které ve svých prostorách rovněž pořádá umělecké a literární krátkodobé výstavy.

## Historie a status instituce

### Historie
Archiv a Muzeum literatury založil v roce 1958 Joseph Hans, člen Belgické královské akademie francouzského jazyka a literatury spolu s Hermanem Liebaersem, zakladatelem nové Belgické královské knihovny.
První poslání AML spočívalo v inventuře a katalogizaci archivních fondů francouzsky píšících belgických spisovatelů, fondů pocházejících z institucí Josepha Hansa a Hermana Liebaersa a dále v jejich zpřístupnění veřejnosti. Nejdříve se rozpracovávaly objemné osobní fondy belgických spisovatelů jako jsou Émile Verhaeren, Max Elskamp, André Baillon, Henry Van de Velde, Marie Gevers a Albert Mockel .
V roce 1968 bylo k AML připojeno Musée de la parole (Muzeum mluvy) založené Paulem Hellynem s významnou sbírkou fotografií a nahrávek, čímž vzniklo jádro audiovizuálního oddělení, které dnes spočívá ve zvukovém archivu, fototéce a videotéce. V roce 1979 bylo k AML připojeno rovněž Centre international d'études poétiques (Mezinárodní centrum poetických studií) založené Fernandem Verhesenem. Od roku 1980 AML věnuje větší pozornost divadlu a bylo vytvořeno vlastní divadelní oddělení, které zachovává a sbírá data o belgickém frankofonním divadle. Od roku 2006 je činnost AML těsně spojena s činností Evropské asociace frankofonních studií a od roku 2008 s Univerzitní agenturou frankofonie.

## Dokumentační zdroje

### Archivní fond belgické literatury
Archivní fond belgické literatury tvoří díla různých forem – (rukopisy, korespondence, knihy, fotografie, plakáty, umělecká díla, předměty spisovatelů). Jsou zde také fondy spisovatelů jako Charles Bertin, Madeleine Bourdouxhe, Gaston Compère, Pierre Daye, Louis Delattre, Conrad Detrez, Paul-Aloïse De Block, Vera Feyder, Jean Gérardy, Robert Goffin, Suzanne Gohy, Franz Hellens, Pierre Houart, Camille Lemonnier, Constant Malva, Marcel Moreau, Paul Nougé, Jean Raine, Raymond Rouleau, Albert Russo, Stanislas-André Steeman aj.
Ve archivních sbírkách se také nacházejí dopisy ilustrované Félicienem Ropsem adresované Edmondovi Picardovi, osobní knihovna Georgese Eekhouda, rukou psané dopisy a další dokumenty a díla Christiana Dotremonta, korespondence, smlouvy, vydané i nevydané texty spisovatelky Dominique Rolin, téměř většina rukopisů děl Henryho Bauchaua, zápisníky s kresbami Sarah Kaliski atd.
AML mj. obsahuje fondy různých nakladatelství: nakladatelství Erel, Lebègue, Les Eperonniers, Jacques Antoine, Les Lèvres nues atd.
Audiovizuální a fotografický archiv (mj. Josepha Cayeta, Roberta Kayaerta, Willyho Kesselse, Georgese Thiryho nebo Marca Triviera) je doplněn fotkami, audiovizuálními záznamy a nahrávkami vytvořené AML o dřívějších i současných představeních a performancích.

### Specifické archivní fondy
Jedna ze specifik Archivu a Muzea literatury spočívá ve velmi bohatých sbírkách mezinárodního archivu, často získané z pozůstalostí spisovatelů. Jsou zde například k dispozici knihy z Jižní Ameriky, knihy v románských jazycích (Španělsko, Portugalsko, Rumunsko, Itálie), ze Švýcarska nebo z Québecu. Co se týče nerománských jazyků, jsou velké sbírky ruských, rumunských, finských a českých knih. Mezi nimi se nachází samizdaty a díla exilových spisovatelů (mimo jiné časopis Lettre internationale Antonína Liehma).
Dokumentační fond Střední Afriky (Burundi, Kongo, Rwanda) zabírá důležité místo. Tento fond se zabývá frankofonními africkými spisovateli pocházejícími z těchto tří zemí. Jsou zde například fondy spisovatelů Nadine Fettweiss, Lomami Tchibamba nebo Albert Russo. Současně s tím se belgický literární fond věnovaný Střední Africe zabývá i obdobím kolonialismu a postkolonialismu.

## Výzkumné centrum

### Partnerská centra a univerzity
Mezinárodní spolupráce AML se uskutečňuje mj. ve spojení s Wallonie-Bruxelles International, Mezinárodní agenturou Frankofonie nebo Mezinárodní organizací Frankofonie. AML má vztahy i s několika partnerskými univerzitami v rámci pořádání konferencí a výstav mimo belgické hranice, dokumentačních fondů vytvořených AML ve specializovaných centrech a v rámci výzkumu (postgraduální studium, odborné publikace atd.).

### Publikační činnost
Jako první publikace AML začal vycházet Archives du futur (Archiv budoucna) (1979/1980). Byl vydáván nejprve ve spolupráci s nakladatelstvím Labor, poté s nakladatelstvím Luc Pire a dnes s nakladatelstvím La Renaissance du Livre. Tato edice vydává korespondence, texty, monografie, biografie belgických autorů, kolektivní publikace atd.
Dále AML vydává edici Documents pour l'histoire des francophonies (Dokumenty pro dějiny frankofonie) ve spolupráci s nakladatelstvím PIE-Peter Lang, která obsahuje tři řady: Evropa, Afrika a Teorie Frankofonie.
Každé číslo časopisu Textyles obsahuje statistické údaje.

## Kontakt s veřejností

### Výstavy
Z důvodu nedostatečně velkých prostorů se pravidelně konají malé výstavy v čítárně AML. Cílová skupina těchto výstav je neodborná veřejnost. Představují jednoho spisovatele, jedno literární téma nebo belgické frankofonní divadlo. Větší a prestižní výstavy se konají v Královské knihovně nebo mimo budovu AML.

### Katalogy
Databáze sbírek AML se nazývá Plume (Pero). Tento název vybrán na počest Henriho Michauxei podle jeho stejnojmenného románu z roku 1938. Databáze obsahuje všechny sbírky získané od roku 1990 a také archivy partnerských institucí.
Dřívější fondy z let 1958 až 1989 jsou dostupné v tištěném katalogu nacházejícím se v čítárně knihovny AML. Pravidelně probíhá zpětná katalogizace.